# هان لينغ
هان لينغ (بالصينية: 韩玲) هي منافسة ألعاب القوى صينية، ولدت في 27 أكتوبر 1985.

## وصلات خارجية
- هان لينغ على موقع الاتحاد الدولي لألعاب القوى (الإنجليزية)
- هان لينغ على موقع أوليمبيديا (الإنجليزية)
- هان لينغ على موقع اللجنة الأولمبية الصينية (الإنجليزية)